# 默肯 (图林根州)
默肯（德語：Möckern，發音：[ˈmœkɐn] ⓘ）是德国图林根州萨勒-霍尔茨兰县的市镇，面积5.34平方千米，人口为人。